# 248 (nombre)
Cet article concerne le nombre 248. Pour les années, voir 248 et 248 av. J.-C. Pour les lignes de transports en commun, voir Ligne 248 .
Le nombre 248 (deux cent quarante-huit) est l'entier naturel qui suit 247 et qui précède 249.

## En mathématiques
Deux cent quarante-huit est :
- un nombre nontotient,
- un nombre refactorisable,
- un nombre intouchable.

## Dans d'autres domaines
Deux cent quarante-huit est aussi le code téléphonique pour appeler le comté d'Oakland et une partie du comté de Macomb dans le Michigan.